# 데얀 야코비치
데얀 야코비치(세르비아어: Dejan Jakovic, 1985년 7월 16일 ~ )는 캐나다의 축구 선수로 포지션은 센터백이다. 캐나다 국가대표팀에서도 활약하고 있다.

## 유소년 경력
1991년 크로아티아 독립 전쟁 당시 6살의 나이에 가족과 캐나다로 이주하였다. 스칼릿 하이츠 기업 고등학교를 거쳐 앨라배마 대학교의 버밍엄 캠퍼스에 진학하여 학교 축구 팀인 UAB 블레이저스에 입단하였다.

## 클럽 경력
18세에 OFK 베오그라드에서 입단 테스트를 봤으나 입단엔 실패하였고 2008년 6월 츠르베나 즈베즈다에 입단하였다. 즈데네크 제만 감독 아래에서 시즌 초반 중용받았으나 감독이 교체되면서 주전 자리에서 밀려났다.
2009년 2월 미국의 D.C. 유나이티드에 입단하였다. 같은 해 5월 26일 뉴잉글랜드 레볼루션과의 경기에서 프로 데뷔골을 기록하였다. 2012년엔 팀과 재계약에 합의하였다.
2014년 1월 14일 일본의 시미즈 에스펄스로 이적하였고 센터백과 풀백을 오가며 데뷔 시즌 리그 25경기에 출전하였다.

## 국가대표 경력
2008년 1월 230일 마르티니크와의 경기에서 캐나다 국가대표팀 소속으로 A매치 데뷔전을 치렀다.
2009 골드컵에 출전하여 팀의 8강 진출에 기여하였다. 2011 골드컵에도 최종 명단에 포함되었으나 부상으로 제외되었다.